# Metanema guatama
Metanema guatama är en fjärilsart som beskrevs av William Schaus 1901. Metanema guatama ingår i släktet Metanema och familjen mätare. Inga underarter finns listade i Catalogue of Life.